# Akodon azarae
Espèce
Synonymes
- Akodon (Akodon) azarae (J. Fischer, 1829)[1]
- Akodon arenicola (Waterhouse, 1837)[2]
- Akodon bibianae Massoia, 1971[2]
- Akodon hunteri Thomas, 1917[2]

Statut de conservation UICN

 LC  : Préoccupation mineure
Akodon azarae est une espèce de rongeurs de la famille des Cricétidés qui se rencontre en Amérique du Sud.

## Description
Akodon azarae mesure entre 7,5 et 15 cm de long en comptant le corps et la tête. Sa queue mesure entre 5 et  10 cm. Il pèse  19 g en moyenne.

## Alimentation
Ce rongeur est omnivore, il se nourrit de végétation verte, de fruits, d'insectes et de graines.

## Répartition et habitat

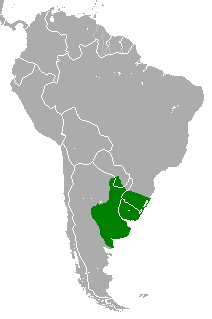
Aire de répartition en 2008.

Cette espèce est présente au Paraguay, dans le Sud du Brésil, en Uruguay et en Argentine.

## Reproduction
Akodon azarae est polygame. La saison de reproduction dure  8 mois, elle commence en été austral (septembre, octobre) et se finit en automne (avril, mai). La nourriture est plus abondante en hiver, c'est pourquoi les femelles en gestation durant l'hiver sont en meilleure santé que celles l'étant durant une autre saison. La femelle a deux portées par an avec une moyenne de 3,5 petits par portée. La mère s'occupe seule de ses petits. Elle peut contrôler le sex-ratio de ses portées.